# Парфенєво-Лівий Берег
Парфенєво-Лівий Берег (рос. Парфеньево-Левый Берег) — селище в Вельському районі Архангельської області Російської Федерації.
Населення становить 8 осіб. Входить до складу муніципального утворення Благовєщенське муніципальне утворення.

## Історія
Від 1937 року належить до Архангельської області.
Від 2004 року належить до муніципального утворення Благовєщенське муніципальне утворення.

## Населення
| 2002 | 2010 | 2012 | 2014 |
| ---- | ---- | ---- | ---- |
| 6    | ↘4   | ↘2   | ↗8   |